# Normand méridional
Le normand méridional est le normand parlé au sud de l’isoglosse appelée ligne Joret.
Dans le normand méridional le c et le g du latin devant un a en début de syllabe se sont palatalisés, comme en français. On dit donc en normand méridional vache au lieu de vaque comme en normand septentrional. Le r est roulé, de manière assez proche du l.
Deux des rares auteurs à avoir rédigé des œuvres en normand méridional sont Charles Vérel, originaire du Sap près d’Alençon et Octave Maillot originaire du Frênes près de Tinchebray. Octave Maillot a  publié des Contes normands en deux volumes en 1937 et 1948.

## Vocabulaire (exemples)
- O = avec
- An = on
- An’hui = aujourd’hui (exemple : « An va aller âo marché d’Bercey an’hui » = On va aller au marché de Brécey aujourd’hui)
- Berbis = brebis [prononcer : / bərbi/